# (65407) 2002 RP120
(65407) 2002 RP120 (también escrito (65407) 2002 RP120) es un damocloide, lo cual significa que es también un miembro de un grupo pequeño de planetas menores retrógrados. Aparte de ser un damocloide, es también un objeto de disco esparcido – un objeto transneptuniano con una órbita muy excéntrica, probablemente expulsado de la eclíptica de Neptuno.